# Biokovsko Selo
Biokovsko Selo – wieś w Chorwacji, w żupanii splicko-dalmatyńskiej, w gminie Zagvozd. W 2011 roku liczyła 55 mieszkańców.